# Hrádecký rybník
Hradecký rybník je lesní rybník zhruba obdélníkovitého tvaru o rozloze asi 1,9 ha, který leží na Jabkenickém potoce v Jabkenické oboře asi 2,0 km východně od centra obce Jabkenice v okrese Mladá Boleslav. Hradecký rybník je součástí rybniční soustavy ležící na Jabkenickém potoce a sestávající celkem z pěti větších rybníků v pořadí od pramene potoka: Křinecký rybník, Vidlák, Hrádecký rybník, Štičí rybník a  Mlýnský rybník (leží již vně Jabkenické obory). Součástí této rybniční soustavy je i několik menších rybníčků je na vedlejších přítocích. Rybniční soustava v Jabkenické oboře je zakreslena již na mapovém listě č. 76 z I. vojenského mapování z let 1764–1783.
Rybník je využíván pro chov ryb.

## Galerie

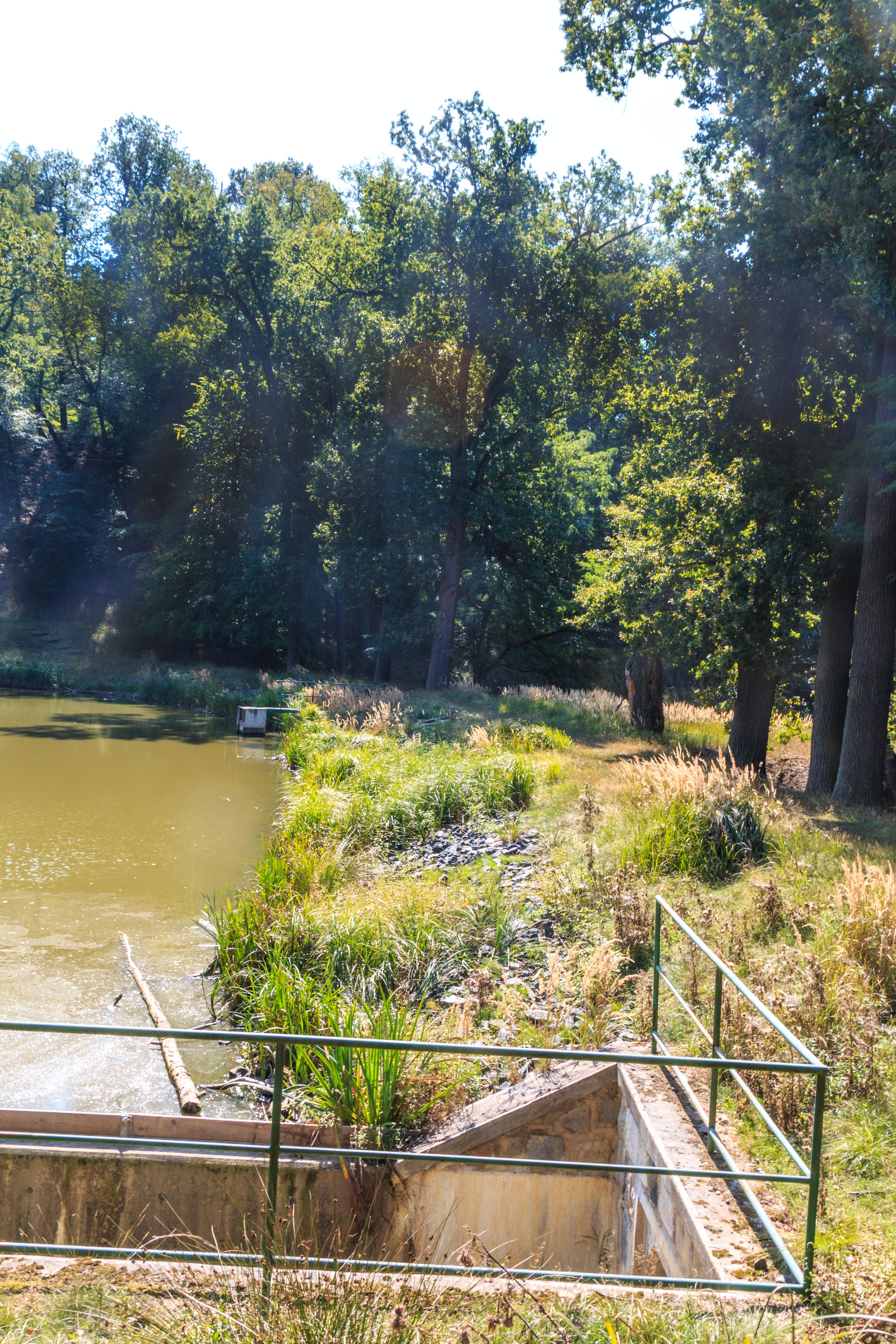
Pohled na Hrádecký rybník v Jabkenické oboře
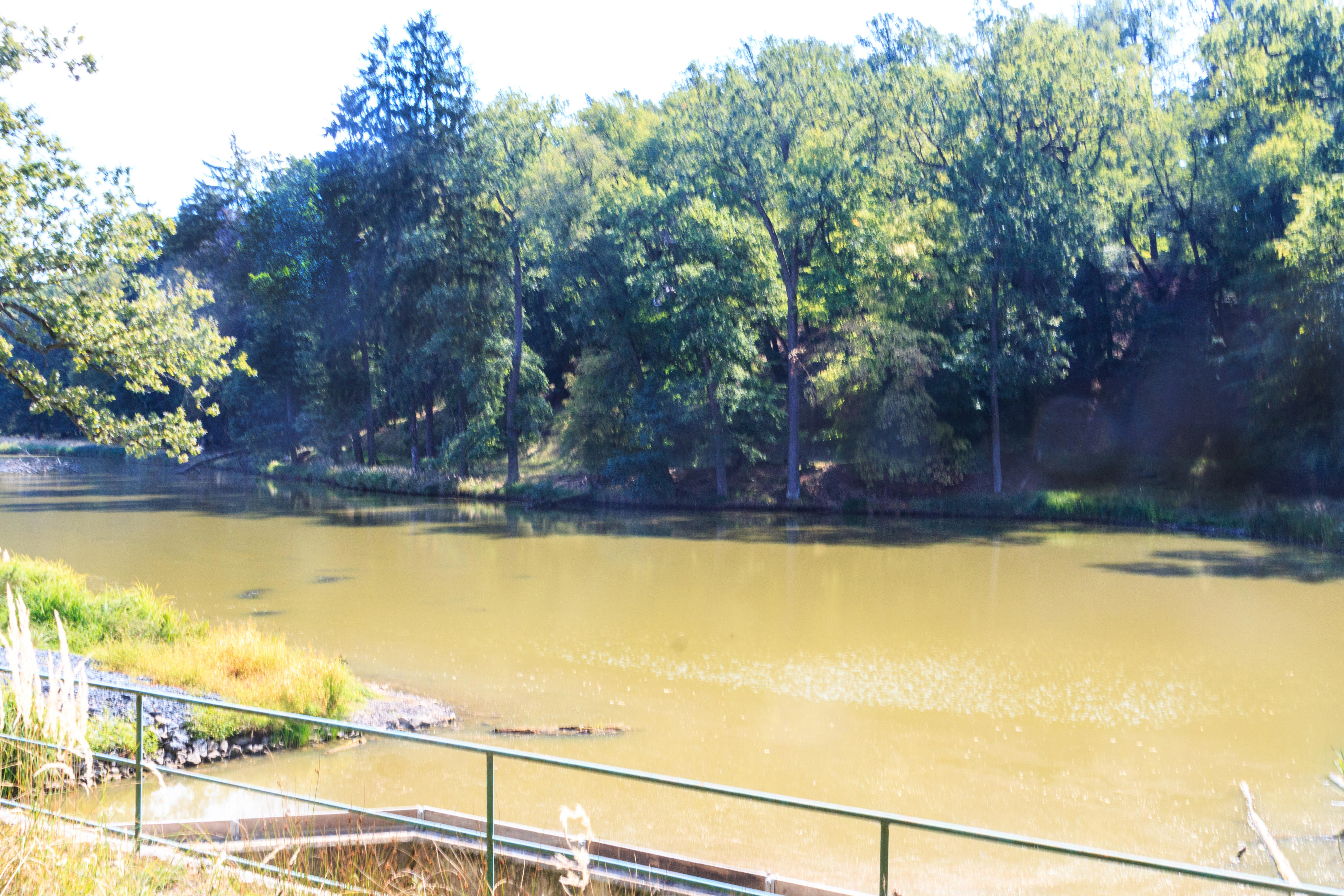
Pohled na Hrádecký rybník v Jabkenické oboře